# Buchimgae
Buchimgae (부침개), o panqueque coreano, se refiere en términos generales a cualquier tipo de ingredientes fritos en sartén empapados en huevo o en una masa mezclada con otros ingredientes. Más concretamente, se trata de un plato elaborado al freír en la sartén una masa espesa mezclada con huevo y otros ingredientes hasta que se forma un buñuelo fino y plano con forma de panqueque.

## Tipos

### Buchimgae
- hobak-buchimgae (호박부침개) – Panqueque de calabacín coreano[6]
- kimchi-buchimgae (김치부침개) – Panqueque kimchi
- memil-buchimgae (메밀부침개) – Panqueque de alforfón
- Algunas variedades de pajeon (파전)
- Algunas variedades de buchu-jeon (부추전) – panqueque de chive del ajo

### Jeon
El jeon es un plato que se elabora friendo en aceite una mezcla de pescado, carne y verduras sazonados en rodajas o picados. Los ingredientes se cubren con harina de trigo antes de freír la mezcla en aceite.

### Bindae-tteok
El bindae-tteok es un plato que se elabora moliendo judías mungo remojadas, añadiendo verduras y carne, y friéndolo en una sartén hasta que la mezcla adquiere una forma redonda y plana. En el bindae-tteok no se añade harina ni huevo.

### Jangtteok
El jangtteok es un plato que se elabora añadiendo harina de trigo al gochujang o doenjang (pasta de soja). Se añaden verduras, como las gotas de agua de Java o las cebolletas, y la mezcla se fríe en aceite hasta formar una torta fina y plana.

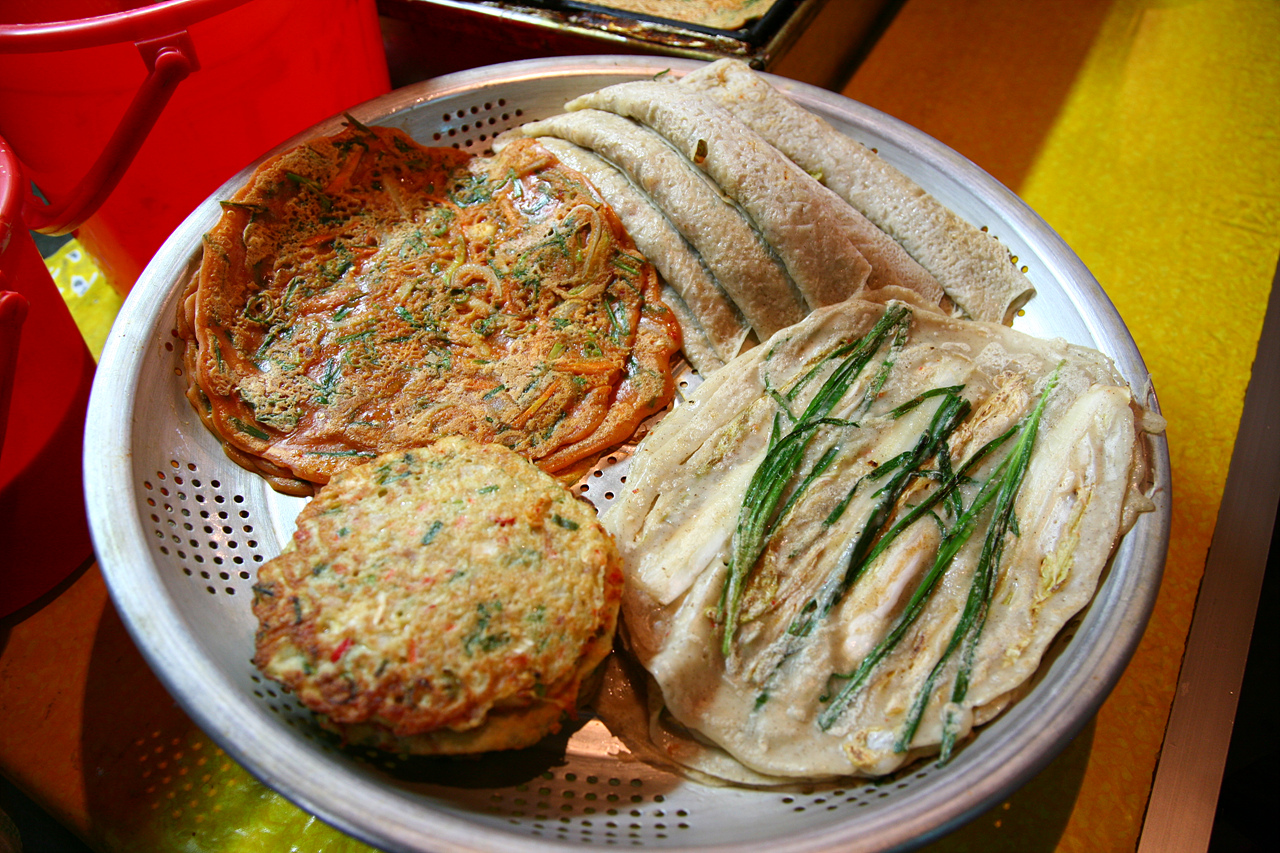
Varios buchimgae
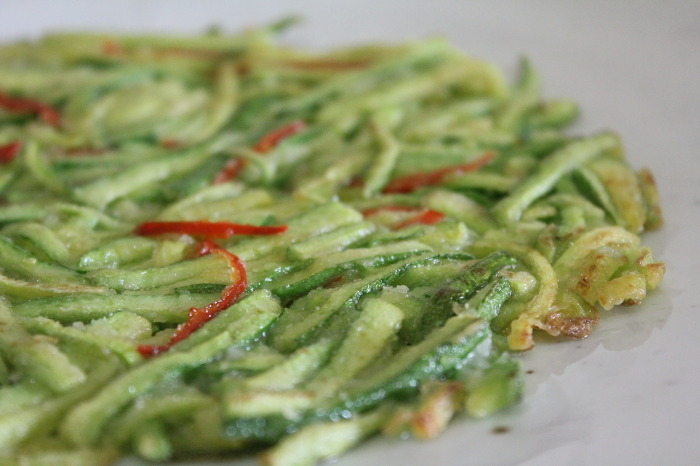

- Aehobak-buchimgae (panqueque de [[Cucurbita pepo|calabacín]] coreano)
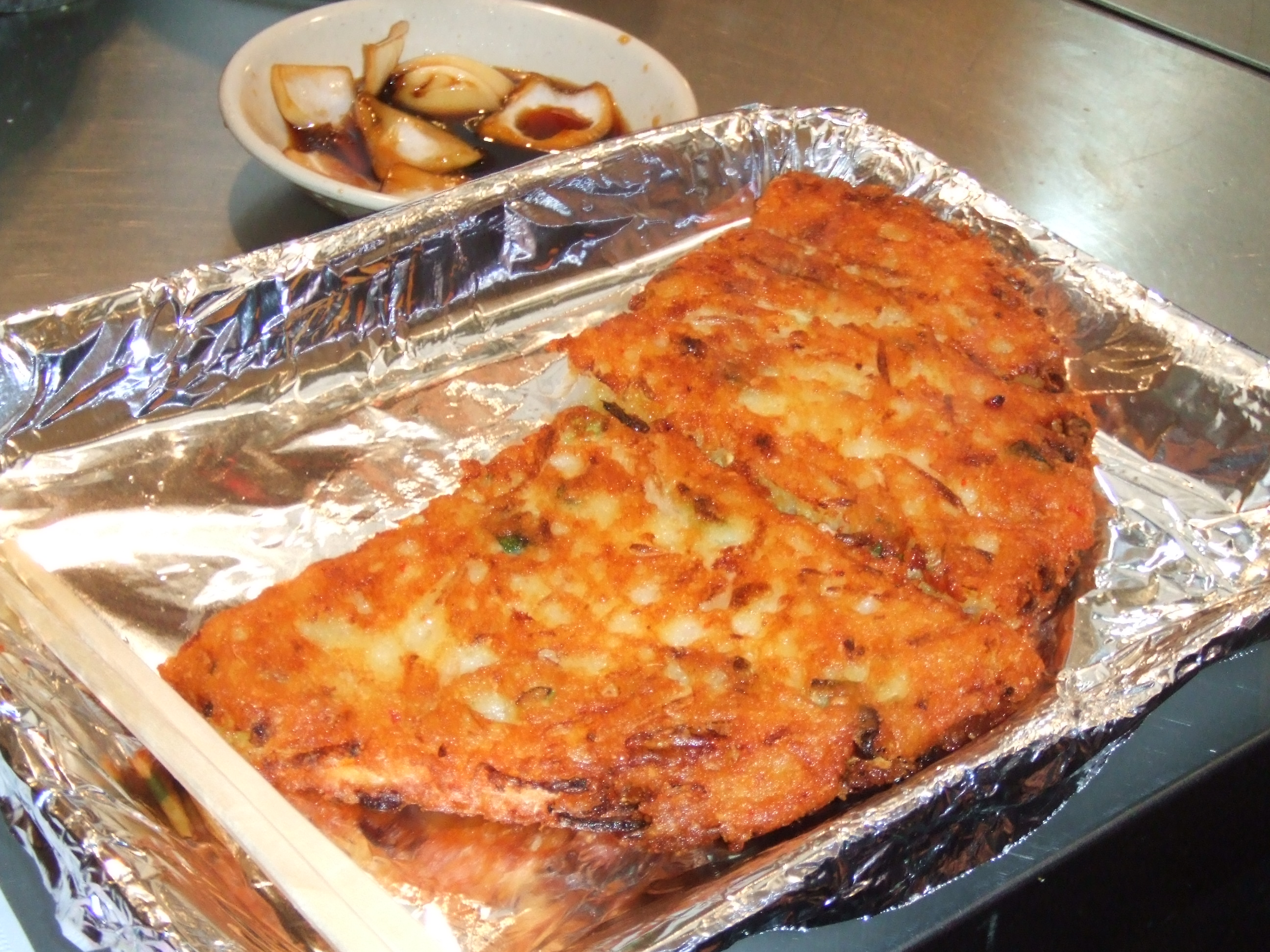
Bindaetteok (panqueque de frijol mungo)
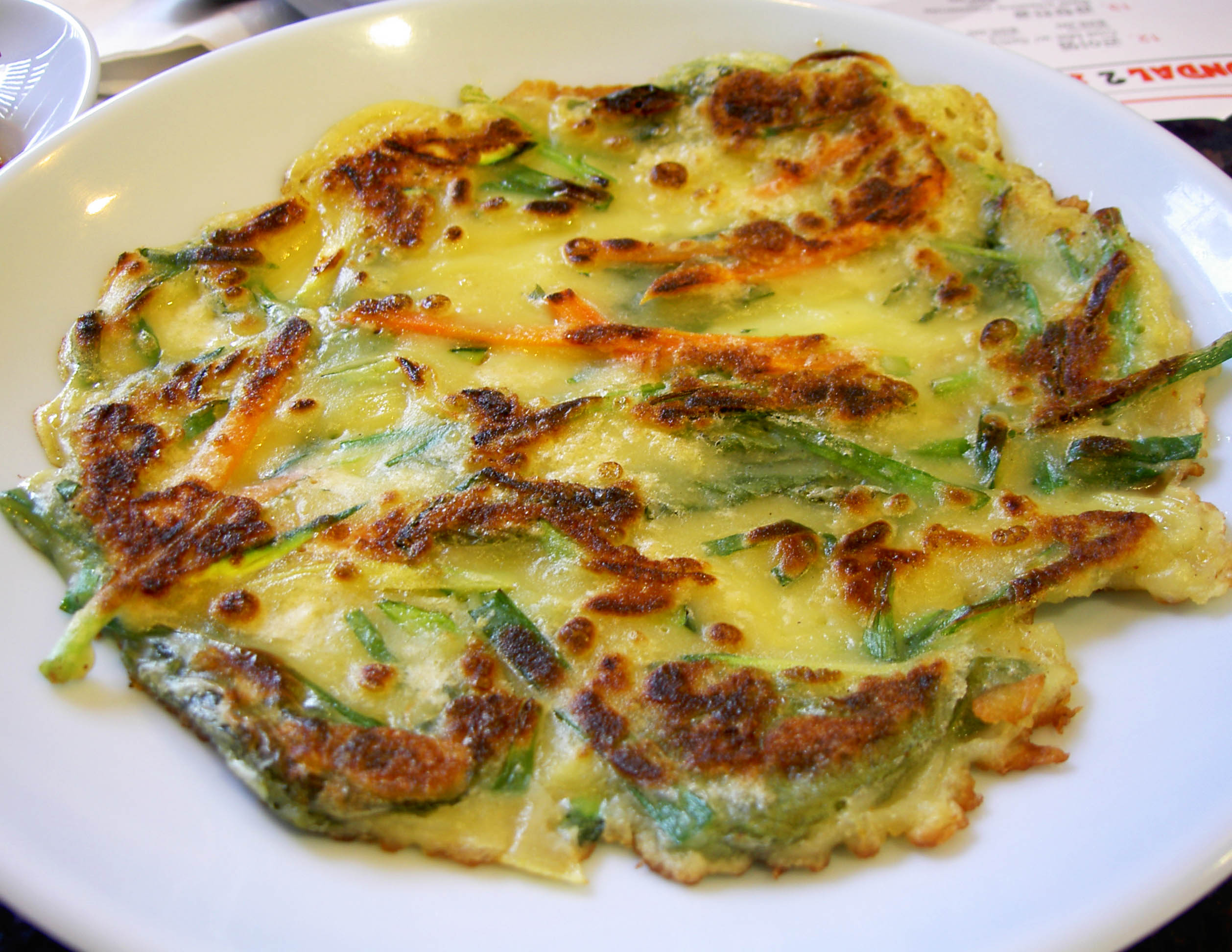
Buchimgae de tipo pajeon (panqueque de cebollas)
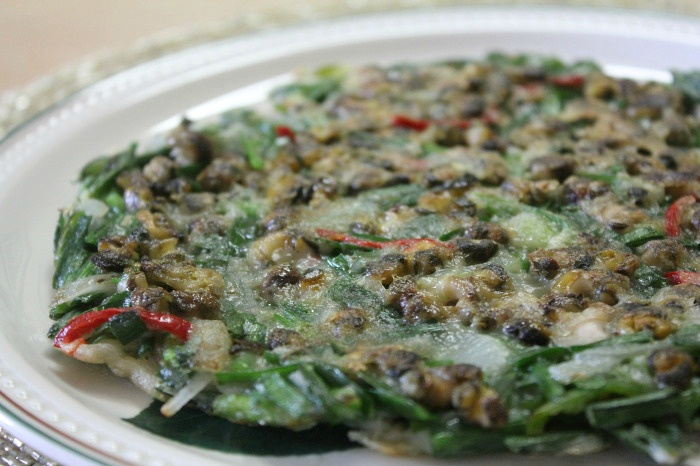
Daseulgi-buchimgae (torta de caracol de agua dulce)
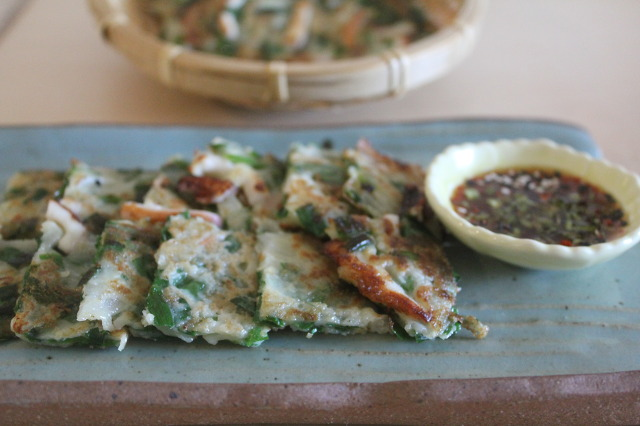
Gamja-buchu-buchimgae (buchimgae de patata y ajo)
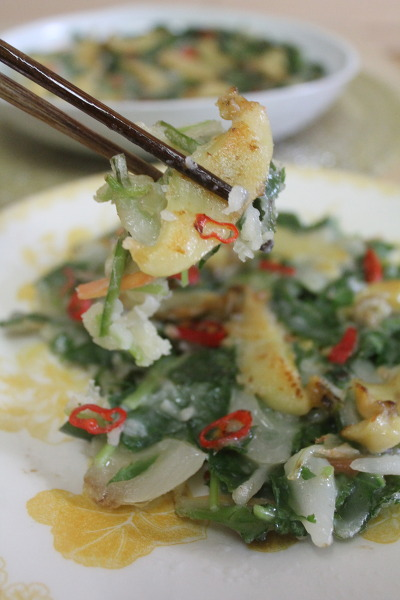
Jeonbok-chamnamul-buchimgae (panqueque de abulón y pimpinela)
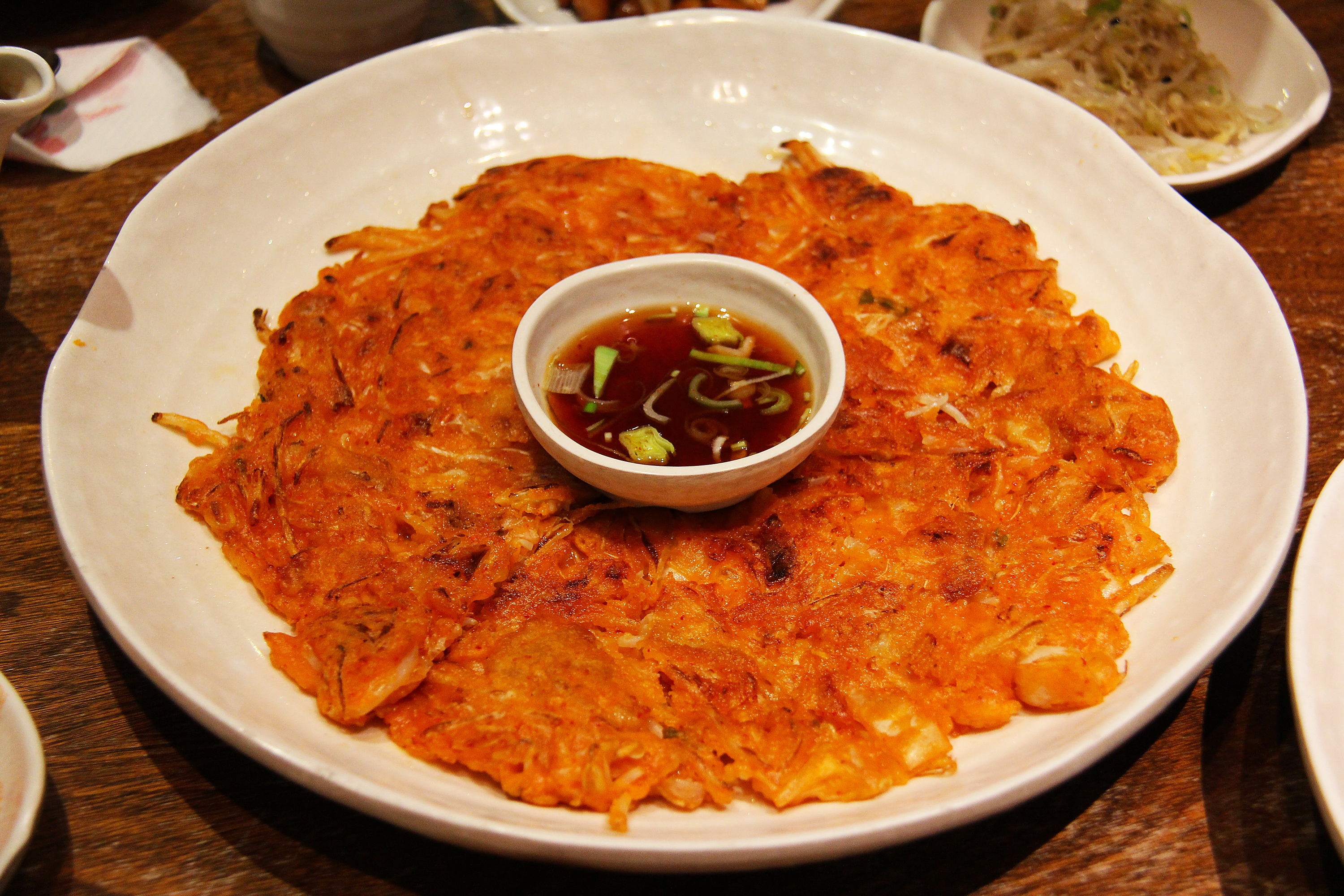
Kimchi-buchimgae (panqueque de kimchi)
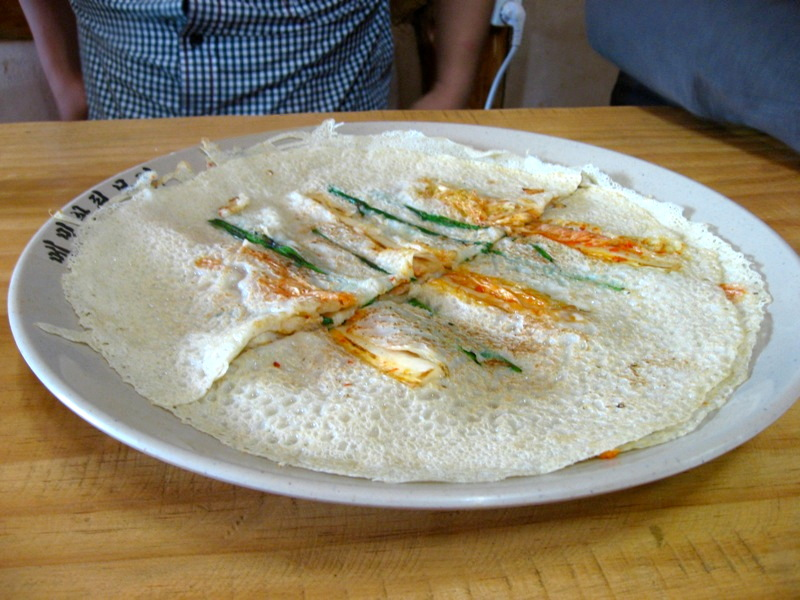
Memil-buchimgae (panqueque de trigo sarraceno)
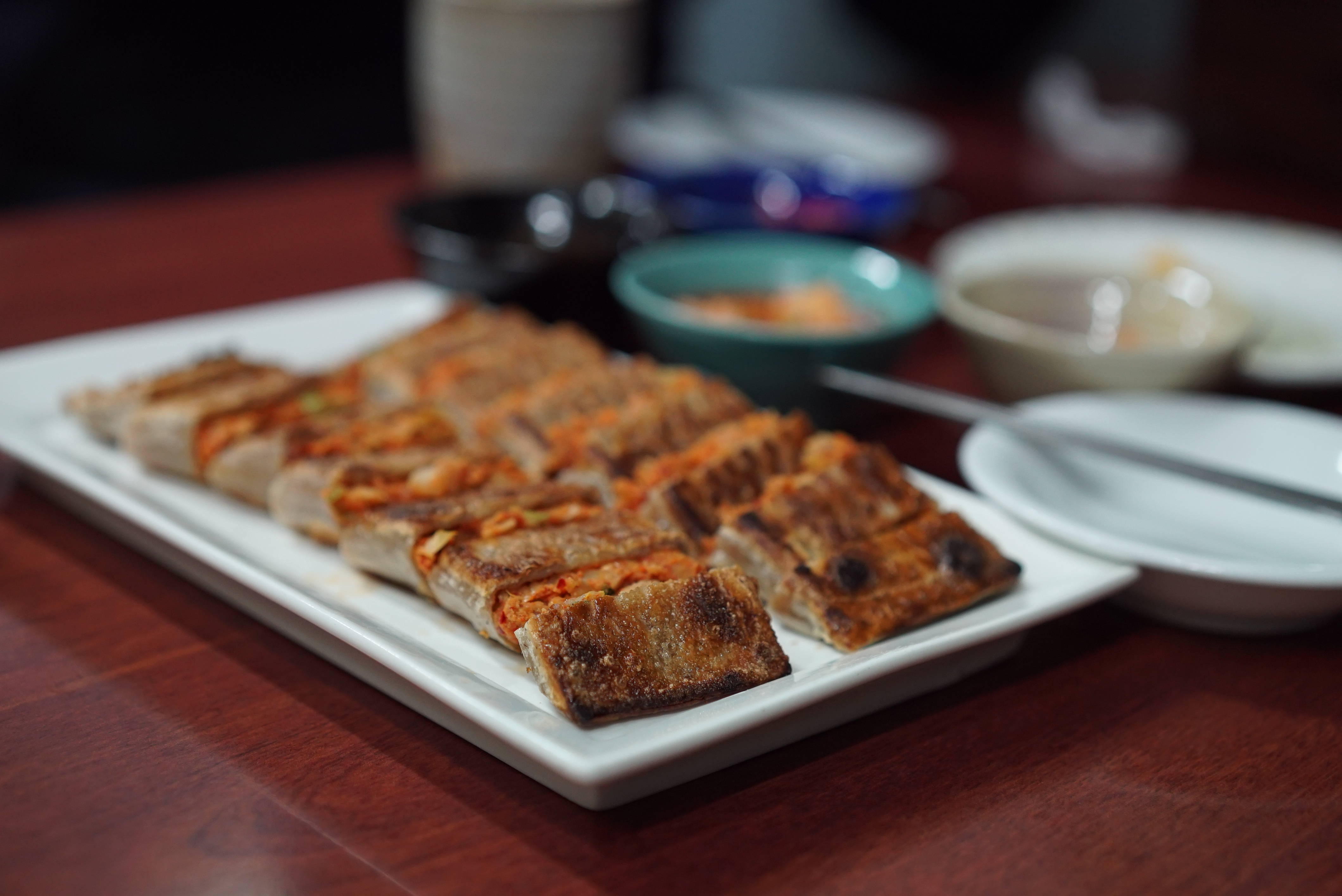
Mil-jeonbyeong relleno (panqueque de trigo)